# Občanství
Občanství je časově relativně trvalý, místně neomezený právní svazek (nebo vztah či status) fyzické osoby a daného státu. Státní občanství je jedním z hlavních znaků moderního státu. Tento právní svazek mezi občanem a státem je zpravidla proti vůli fyzické osoby nezrušitelný a na jeho základě vznikají jeho subjektům vzájemná práva a povinnosti (závazky). Mezi ně patří zejména právo občana na ochranu ze strany státu a povinnosti občana jako věrnost státu, závazek k jeho obraně, výkon určitých funkcí a dodržování právních předpisů státu i mimo jeho území.
Pojem občanství bývá někdy ztotožňován s pojmem státní příslušnost, ale ten je obsahově širší, neboť do sebe zahrnuje i právnické osoby příslušné k danému státu. Národnost zase na rozdíl od občanství značí příslušnost k určitému národu, respektive národnostní nebo etnické menšině. Státy přitom mohou mít pro národnost rozdílné výklady a definice.

## Historie
Ve starověkém Římě bychom pod slovem občanství nalezli pojem status civitatis, v českých dějinách by to byl inkolát. Současný pojem občanství vznikl ze 3. stavu (měšťanstva) během Velké francouzské revoluce. Státní občanství v moderním slova smyslu se zformovalo v době buržoazních revolucí, obdobně jako moderní stát, konstitucionalismus, politické strany či práva a svobody jednotlivce.
Za dob nevolnictví nebyl umožněn svobodný pohyb osob, a proto se tehdy uplatňovala zásada ius soli. Až Ústava Francie z roku 1791 a později Code Napoleon (občanský zákoník) obnovují zásadu ius sanguinis, když zavádí pojem občanství místo poddanství (termín poddanství nebyl vhodný pro vyjádření rovnosti před zákonem, což byl jeden ze základů vytvářející se občanské společnosti a osvícenských myšlenek).

## Rozměr státního občanství v právu
Státní občanství má rozměr nejen vnitrostátní, ale i mezinárodní. Z hlediska právního zakotvení lze říci, že patří do práva veřejného, a v jeho rámci zejména do práva:
- ústavního – základy vztahu jedince a státu, vztahy navenek;
- trestního – stíhání za porušení věrnosti státu, vlastizrada, válečná zrada atd.;
- správního – evidence obyvatel, státoobčanské řízení, doklady;
- finančního – poplatky při nabývání, pozbývání a osvědčování státního občanství;
- mezinárodního veřejného – smlouvy s jinými státy o dvojím občanství, právo na diplomatickou ochranu;
- mezinárodního soukromého – státní občanství funguje jako hraniční ukazatel.[3]

## Typy fyzických osob ve státě
Dle právního vztahu fyzické osoby ke státu rozlišujeme tři typy fyzických osob ve státě:
1. Státní občan – má specifický státoobčanský poměr ke státu.
2. Cizinec – má tentýž poměr jako státní občan, avšak k jinému státu, platí pro něj cizinecký režim, řídí se cizineckým právem.
3. Bezdomovec (apatrida) – je bez státoobčanského poměru k jakémukoli státu.

## Problém bipolitismu a apatrismu
Bipolité jsou osoby s dvojím státním občanstvím. Dítě získá dvojí státní občanství např. proto, že se narodilo rodičům, kteří jsou státními občany státu, jehož právní normy upravující občanství vycházejí z principu ius sanguinis, ale narodí se na území jiného státu, který svoji právní úpravu staví na principu ius soli – narozené dítě tak získává státní občanství státu, jehož občany jsou rodiče, a zároveň občanství státu, na jehož území se narodilo. Dítě může získat dvojí občanství rovněž v případě, že jsou jeho rodiče občany různých států, jejichž právní řády staví na principu ius sanguinis.
Apatridé jsou osoby bez státního občanství (tzv. bezdomovci). Apatridy se například stávají děti apatridů narozené na území státu, který svojí právní úpravu státního občanství staví výlučně na principu ius sanguinis a děti tak nezískají občanství podle práva žádného státu. Nad apatridy není vykonávána diplomatická ochrana, mohou být vyhoštěni, nebo jim nemusí být povolen vstup na území státu.

## Právní úprava občanství v Česku
O právní úpravě občanství České republiky pojednává hned několik právních předpisů. Z Ústavy České republiky lze zmínit ustanovení čl. 12:
„Nabývání a pozbývání státního občanství stanoví zákon.“ a „Nikdo nemůže být proti své vůli zbaven státního občanství.“ Listina základních práv a svobod k tomu v čl. 42 odst. 3 dodává, že „pokud dosavadní předpisy používají pojmu "občan", rozumí se tím každý člověk, jde-li o základní práva a svobody, které Listina přiznává bez ohledu na státní občanství.“
Mezi stěžejní zákony, které pojednávají o občanství, patří zákon č. 186/2013 Sb., o státním občanství České republiky, který nabyl účinnosti 1. ledna 2014 a nahradil tak dosavadní zákon č. 40/1993 Sb., o nabývání a pozbývání státního občanství České republiky.
Jak Ústava ČR, tak Listina pracují s pojmem občanství jako s pojmem hotovým. Definici pojmu však provedl až Ústavní soud v odůvodnění svého nálezu z 13. září 1994, sp. zn. Pl. ÚS 9/94 (publikován pod č. 207/1994 Sb.), a charakterizoval jej jako: „časově trvalý, místně neomezený právní vztah fyzické osoby a státu, který je proti vůli fyzické osoby zpravidla nezrušitelný, na jehož základě vznikají jeho subjektům vzájemná práva a povinnosti, spočívající zejména v právu fyzické osoby na ochranu ze strany státu na jeho území i mimo ně, v právu pobytu na jeho území a na právu účasti na jeho správě veřejných záležitostí. Povinností občana je především věrnost státu, závazek k jeho obraně, výkon určitých funkcí, ke kterým je povolán, a dodržování právních předpisů státu i mimo jeho území.“ K tomu Ústavní soud ale zároveň dodal, že „konkrétní obsah státního občanství je určen zákonodárstvím jednotlivého svrchovaného státu. Je výsostným právem státu určovat podmínky, za kterých se nabývá a pozbývá státní občanství.“ Tím je řečeno zejména, že státní občanství je regulováno právním řádem jednotlivého státu – vzniká, trvá i zaniká na základě práva.
Státní občanství České republiky se prokazuje
- občanským průkazem České republiky
- cestovním dokladem České republiky
- osvědčením o státním občanství České republiky, který nesmí být starší než 1 rok
- listinou o nabytí nebo udělení státního občanství České republiky, která nesmí být starší než 1 rok

## Získání státního občanství
Obecně můžeme nabýt státní občanství následujícími způsoby:
1. Narozením – Právní kultura kontinentální Evropy preferuje zásadu ius sanguinis ("právo krve"), tedy vznik státního občanství podle pokrevní příbuznosti – podle státního občanství rodičů. Právní kultura angloamerická preferuje zásadu ius soli ("právo místa"), tedy vznik státního občanství podle místa narození.
2. Naturalizací – do tohoto způsobu patří sňatek, osvojení, určení otcovství, legitimace, udělení státního občanství, přijetí do státní služby, nalezení apod. V českém ústavním právu je pojetí naturalizace zúženo jen na nabytí státního občanství udělením.
3. Opcí – tou se rozumí právo volby mezi dvěma či více státními občanstvími. Nejčastěji se používá při změně suveréna státního území. V případě vojenské okupace či anexe cizího státu, je nutno považovat nové vynucené státní občanství okupujícího státu za neplatné.[3]

### Získání státního občanství v Česku
Získání státního občanství je upraveno v zákoně č. 186/2013 Sb., o státním občanství České republiky. Podle tohoto zákona lze státní občanství České republiky nabýt následujícími způsoby:
1. Narozením, je-li v den narození dítěte alespoň jeden z rodičů státním občanem České republiky. Státní občanství zároveň nabývá narozením i dítě, které se narodí na jejím území a které by se jinak stalo osobou bez státního občanství (bezdomovcem), pokud jsou oba rodiče dítěte bezdomovci a alespoň jeden z nich má na území České republiky ke dni narození dítěte povolen pobyt na dobu delší než 90 dnů.
2. Osvojením, je-li alespoň jeden z osvojitelů státním občanem České republiky, a to dnem nabytí právní moci rozhodnutí o osvojení. Dítě, které bylo osvojeno rozhodnutím orgánu cizího státu a alespoň jedním z osvojitelů je státní občan České republiky, nabývá státní občanství České republiky dnem nabytí právní moci rozhodnutí o uznání osvojení, pokud bylo osvojení v České republice podle zákona o mezinárodním právu soukromém uznáno.
3. Určením otcovství – pokud matka dítěte není státní občankou České republiky, ale otec ano, pak dítě nabývá státní občanství ČR dnem prohlášení rodičů o určení otcovství nebo dnem právní moci rozsudku o určení otcovství.
4. Nalezením na území ČR – dítě mladší 3 let nalezené na území České republiky, jehož totožnost se nepodaří zjistit, nabývá státní občanství České republiky dnem nalezení na území České republiky, pokud do 6 měsíců ode dne nalezení nevyjde najevo, že nabylo státní občanství jiného státu.
5. Prohlášením si může zvolit státní občanství České republiky fyzická osoba, která byla k 31. prosinci 1992 státním občanem České a Slovenské Federativní Republiky, ale neměla státní občanství ČR ani státní občanství SR. Nabytí státního občanství České republiky tímto způsobem není umožněno fyzické osobě, která je ke dni učinění prohlášení státním občanem Slovenské republiky. Prohlášení může samostatně učinit fyzická osoba, která nabyla zletilosti. Rodiče, popř. jeden z nich, mohou do svého prohlášení zahrnout i dítě, popř. učinit pro dítě samostatné prohlášení.
6. Udělením (naturalizací) na žádost podanou prostřednictvím krajského úřadu (městské části hlavního města Prahy) Ministerstvu vnitra ČR po složení státoobčanského slibu. Pro udělení občanství musí žadatel splňovat následující podmínky (některé podmínky je možné prominout, ale ani při splnění všech podmínek není na udělení občanství právní nárok):
  - Má na území ČR ke dni podání žádosti povolen trvalý pobyt nepřetržitě po dobu alespoň 5 let (3 let u občanů Evropské unie). Musí zároveň prokázat, že se na území České republiky zdržuje alespoň v rozsahu jedné poloviny této doby.
  - Nebyl pravomocně odsouzen pro nedbalostní trestný čin k nepodmíněnému trestu odnětí svobody, nebo pro úmyslný trestný čin.
  - Prokáže znalost českého jazyka.
  - Prokáže základní znalost ústavního systému České republiky a základní orientaci v kulturně-společenských, zeměpisných a historických reáliích České republiky.
  - V posledních 3 letech předcházejících dni podání žádosti neporušil závažným způsobem povinnosti vyplývající z právních předpisů upravujících vstup a pobyt cizinců na území České republiky, veřejné zdravotní pojištění, sociální zabezpečení, důchodové pojištění, zaměstnanost, daně, cla, odvody a poplatky, vyživovací povinnost vůči dítěti, které má trvalý pobyt na území České republiky, nebo veřejnoprávní povinnosti k obci, ve které je žadatel přihlášen k pobytu, jde-li o povinnosti uložené obcí v samostatné působnosti.
  - Prokáže výši a zdroje svých příjmů za poslední 3 roky a doloží, že z nich odvádí daň.
  - Prokáže, že jeho pobyt na území České republiky v posledních 3 letech výrazně a bez vážných důvodů nezatěžoval systém státní sociální podpory nebo systém pomoci v hmotné nouzi.

Podle Ministerstva vnitra byl postup, kdy dítě cizinky získalo občanství, když je český muž prohlásil za své, zneužíván, v roce 2013 proto navrhlo, aby muži, kteří se s matkou svého dítěte neoženili, své otcovství doložili testy DNA. Návrh zákona byl kritizován jako diskriminační, upřednostňující kontrolu nad zájmem dítěte a nejasný v případě, kdy testy DNA nebudou možné kvůli úmrtí otce nebo finanční tísni.

## Zánik občanství
Pozbytí občanství se nazývá expatriace. Ztratit státní občanství je možné např. nabytím cizího státního občanství na vlastní žádost, sňatkem, propuštěním ze státního svazku, prohlášením nabytí státního občanství za neplatné apod. Článek 15 Všeobecné deklarace lidských práv stanovuje, že nikdo nemůže být proti své vůli zbaven státního občanství. To přináší významnou garanci státoobčanského statusu.
V zásadě se rozlišují tři přístupy k expatriaci:
1. Povolovací systém, tzn. že o žádosti rozhoduje státní orgán (Rakousko, Irsko, Japonsko).
2. Jednostranný akt, tzn. bez souhlasu státu (Spojené království, Francie, USA), jsou zde však stanoveny podmínky.
3. Automatické pozbytí, tzn. že k němu stačí nabytí cizího občanství na vlastní žádost.

### Zánik státního občanství v Česku
Státní občan České republiky pozbývá státní občanství České republiky prohlášením o vzdání se státního občanství České republiky, jestliže splňuje současně tyto podmínky:
- trvale se zdržuje v cizině,
- není v České republice přihlášen k trvalému pobytu a
- je zároveň státním občanem cizího státu, nebo žádá o nabytí cizího státního občanství a prohlášení o vzdání se státního občanství České republiky činí v souvislosti s nabytím tohoto státního občanství.

Do 31. prosince 2013 (za účinnosti zákona č. 40/1993 Sb.) bylo možné pozbýt občanství České republiky rovněž nabytím cizího státního občanství.

## Mezinárodní smlouvy vztahující se k úpravě státního občanství
- Evropská úmluva o státním občanství (vyhlášena pod č. 76/2004 Sb. m. s.)
- Úmluva o státním občanství vdaných žen (vyhlášena pod č. 72/1962 Sb.)
- Úmluva o omezení případů bezdomovectví (vyhlášena pod č. 43/2002 Sb. m. s.)
- Úmluva o odstranění všech forem diskriminace žen (vyhlášena pod č. 62/1987 Sb.)
- Úmluva o právním postavení osob bez státní příslušnosti

Dle článku 10 Ústavy mají mezinárodní smlouvy v případě rozporu aplikační přednost před vnitrostátním právem.

### Legislativa
- Zákon č. 186/2013 Sb., o státním občanství České republiky, dostupný např. na zakonyprolidi.cz
- Zákon č. 40/1993 Sb., o nabývání a pozbývání státního občanství České republiky, dostupný např. na zakonyprolidi.cz
- Ústava České republiky, dostupná např. na zakonyprolidi.cz
- Ústavní zákon č. 4/1993 Sb., o opatřeních souvisejících se zánikem ČSFR, dostupný např. na zakonyprolidi.cz
- Listina základních práv a svobod, dostupná např. na zakonyprolidi.cz
- Vyhláška č. 433/2013 Sb., o prokazování znalosti českého jazyka a českých reálií pro účely udělování státního občanství České republiky, dostupná např. na zakonyprolidi.cz
- Zákon č. 91/2012 Sb., o mezinárodním právu soukromém, dostupný např. na zakonyprolidi.cz